# Bannière de la Victoire

La bannière de la Victoire, celle sur la photo de la prise du Reichstag.

La bannière de la Victoire (Знамя Победы en russe, Znamya Pobedy) désigne le drapeau soviétique qui a été hissé sur le palais du Reichstag le 30 avril 1945 (ou le 1er mai, ou le 2 mai : les sources divergent) à la fin de la bataille de Berlin. Ramené à Moscou comme une relique de la Grande Guerre patriotique, ce drapeau est exhibé lors des défilés du 9 mai sur la place Rouge.

## Description
C'est un drapeau rouge, portant en plus du marteau et de la faucille (ici surdimensionnés pour mieux ressortir sur la photographie) une inscription en l'honneur de l'unité qui l'a placé sur le palais du Reichstag :

« 150e division de fusiliers

distinguée par l'ordre de Koutouzov 2e classe

honoré du titre de division d'Idritsa (en)

79e corps de fusiliers, 3e armée de choc, 1er front de Biélorussie »

## Compétition pour le Reichstag

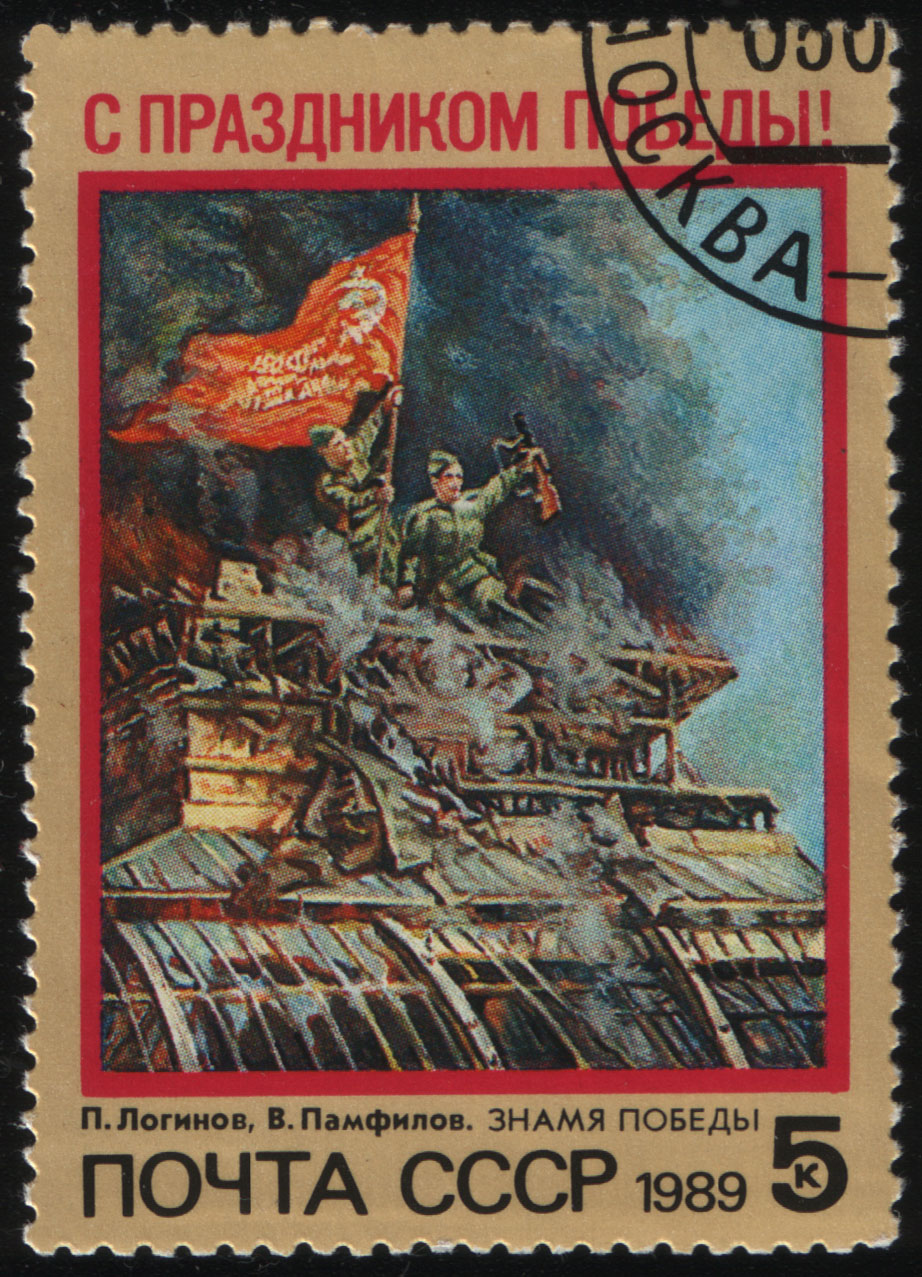
Timbre soviétique de 1989 commémorant la pose du drapeau rouge sur le Reichstag.

Pendant la bataille de Berlin, Joseph Staline avait mis en concurrence le 1er front de Biélorussie commandé par le maréchal Gueorgui Joukov au 1er front d'Ukraine du maréchal Ivan Koniev pour la prise de l'agglomération berlinoise. À partir du 29 avril 1945, Joukov réussit à coiffer au poteau Koniev.
C'est ainsi à la 3e armée de choc du colonel-général Vassili Kouznetsov de prendre le Reichstag ; elle s’y prépare notamment en distribuant plusieurs drapeaux rouges. Arrivant du nord par le quartier de Moabit, les unités de tête franchissent les restes du pont Moltke (de) le 30 avril au matin, mais se font repousser plusieurs fois des abords du Reichstag. C'est à 22 h 40 qu'un drapeau rouge est planté sur le fronton par des casse-cous de la 150e division de fusiliers (du 39e corps de la 3e armée de choc), alors que les combats à l'intérieur du bâtiment se poursuivent jusqu'au 2 mai à 13 h.
Le nom de celui qui a placé le premier drapeau rouge sur le Reichstag varie selon les sources :
- Mikhaïl Minine (sergent russe à la 136e brigade d'artillerie)[2] ;
- Rakhimzhan Qoshqarbaev (en) (lieutenant kazakh au 674e régiment) ;
- ou Meliton Kantaria (sergent géorgien au 756e régiment), aidé par Aleseï Bérest (un Ukrainien) et par Mikhaïl Egorov (un Russe).

Joukov aurait reçu une vingtaine de demandes différentes de la médaille de héros de l'Union soviétique pour la pose du drapeau. Le premier rapport de la 150e division (major-général Chatilov), à 18 h le 30 avril, cite le capitaine Neustroïev et le major Davydov (tous les deux chefs de bataillon aux 674e et 756e régiments). Le rapport de la 150e du 2 mai place l'événement à 13 h 45 le 30 avril. Le rapport ultérieur du chef de la 3e armée de choc (le colonel-général Kouznetsov) donne le nom de Kantaria.

## Mise en scène pour une photo
La photographie liée à l'événement Le Drapeau rouge sur le Reichstag est devenue le symbole de la victoire soviétique sur l'Allemagne. Ce cliché a été pris par Evgueni Khaldei, envoyé spécialement par l'agence TASS pour couvrir la bataille de Berlin. Ce photographe est un spécialiste des drapeaux rouges sur bâtiment pour marquer la prise des grandes villes.
Une fois nommé pour cette tâche, Khaldei aurait confectionné avec son ami le tailleur Israël Kichitser trois drapeaux à partir de nappes rouges. Le 2 mai, le premier drapeau est placé sur une grande statue représentant un aigle dominant l'aéroport de Tempelhof ; le deuxième sur le quadrige de la déesse Victoire au-dessus de la porte de Brandebourg, mais dans les deux cas le photographe manquait de recul et d'une vue dégagée sur la ville. Le troisième fut planté sur le Reichstag : Khaldei y réalisa une série de 36 clichés, utilisant pour la reconstitution l'Ukrainien Alexis Kovalev (parfois orthographié Nikolaiev), le Biélorusse Leonid Goriatchov (Gorychev) et le Daghestanais Abdulhakim Ismailov.
De retour à Moscou le 3 mai, son chef, Palgounov, sélectionne une photographie mais la fait retoucher par Khaldei, retirant par grattage une des deux montres du soldat du bas (ce qui évoquait le pillage). Ce cliché est finalement publié le 13 mai 1945 dans le magazine Ogoniok (Petite Flamme).

## Usage ultérieur

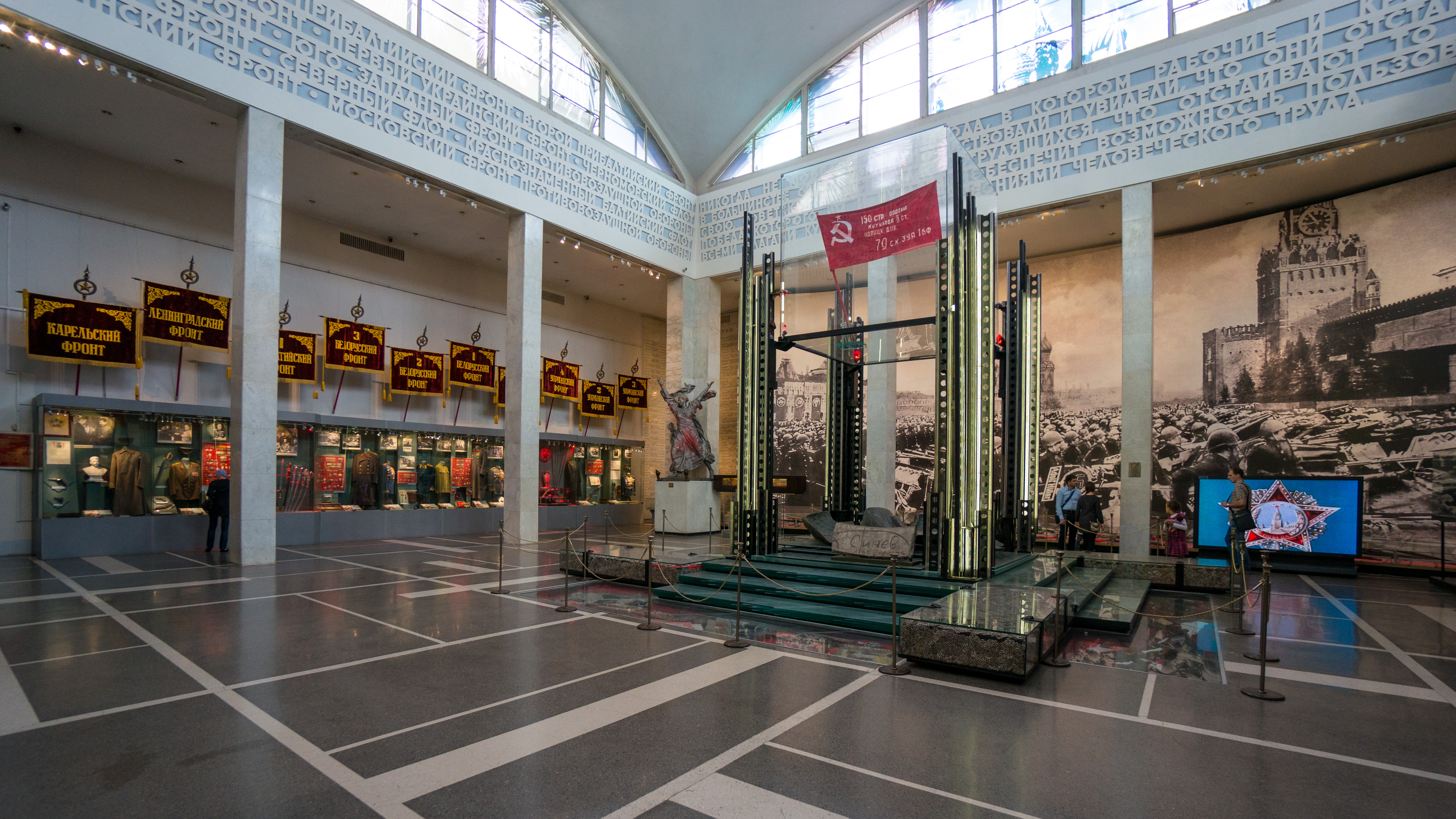
La bannière de la Victoire au Musée central des forces armées.

La bannière est conservée au Musée central des forces armées de Moscou. Elle est utilisée chaque année lors du défilé du 9 mai sur la place Rouge.
C'est un symbole militaire russe utilisé à de nombreuses reprises sous forme de copies. Le 27 mars 2015, une copie a été déployée à bord de l'ISS (apportée par la mission Soyouz TMA-16M), des plongeurs l'ont fait sous la glace du fleuve Léna (avril 2015), les commandos douaniers de Sakhaline au fond de la mer d'Okhotsk, tandis que des alpinistes ont fait de même sur l'Elbrouz et sur l'Aconcagua (janvier 2015). En janvier 2015. En mai 2016, une reproduction géante (42 mètres de long pour 25 de large) a été déployée au sol au pôle Nord[réf. souhaitée]. En mai 2017, ce dernier est de nouveau déployé sur l'ancien hydroaérodrome de la flotte du Nord, à Severomorsk[réf. souhaitée].
À la fin de la bataille de Raqqa, un petit groupe de combattants du bataillon international de libération (inspiré des brigades internationales) a imité la scène berlinoise en se prenant en photo en train de placer un drapeau rouge sur un bâtiment de Raqqa, assimilant la victoire sur l'Allemagne nazie à celle sur l'État islamique (qualifié d'« Isis-fascism »).

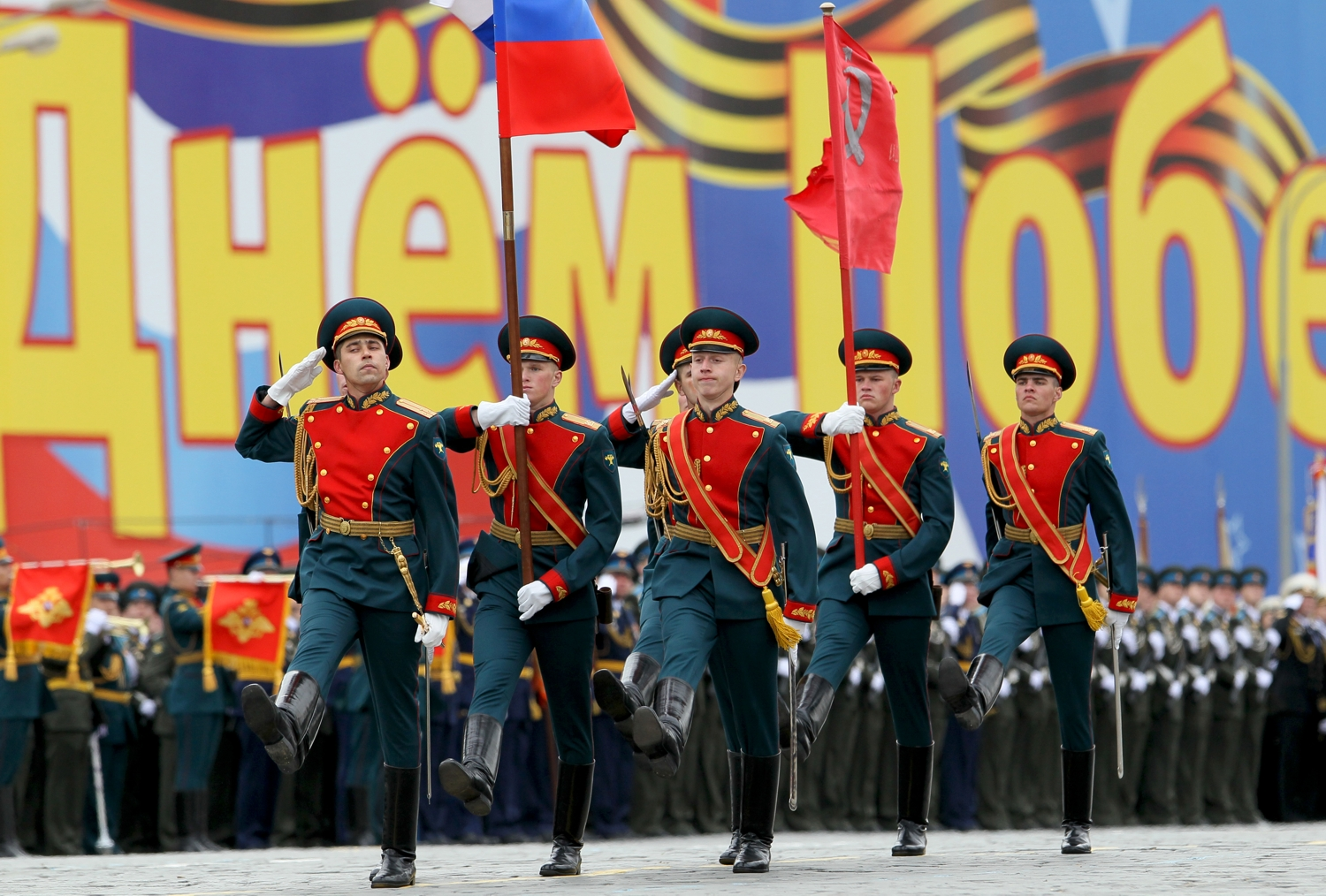
Ouverture du défilé du 9 mai 2010 : le drapeau de la fédération précédant la bannière de la Victoire, portés par la garde d'honneur du 154e régiment Préobrajensky.
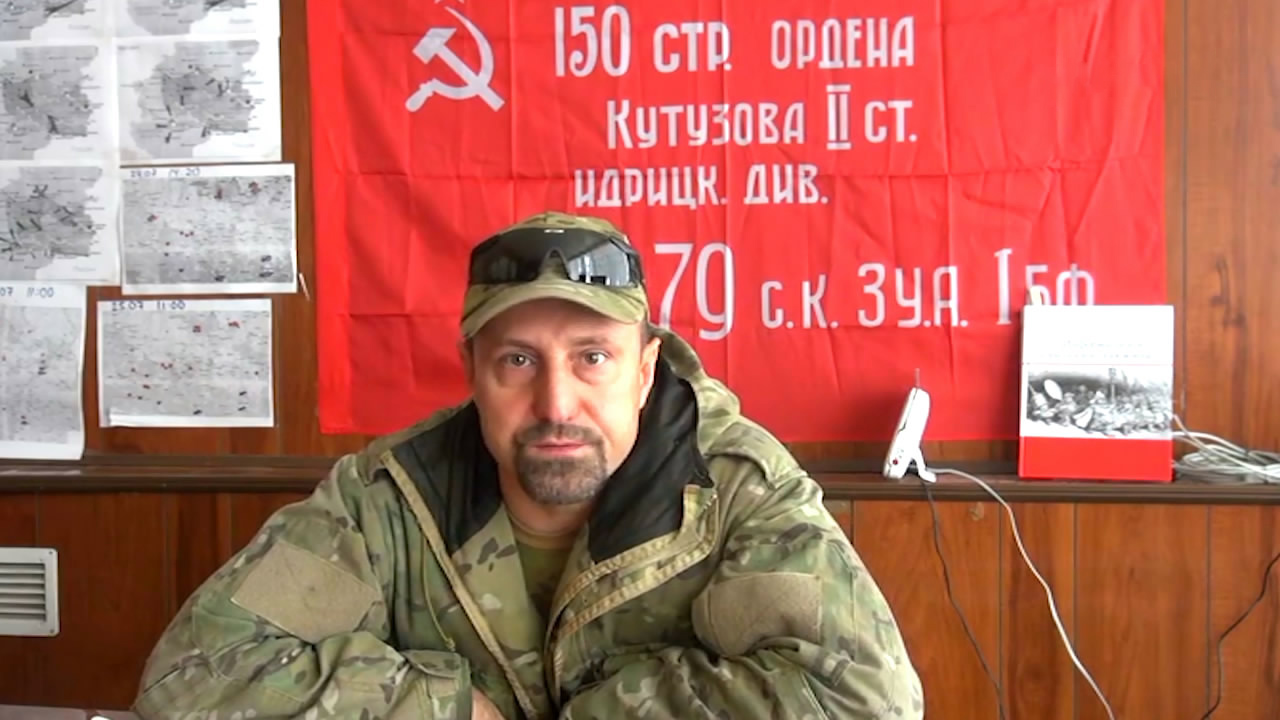
La bannière utilisée comme symbole politique : ici par un des chefs pro-russes en 2014, au début de la guerre du Donbass.